# Зубрицкий, Борис Фёдорович
Борис Федорович Зубрицкий (15 июня 1930, Краснодар — 10 января 1994, Таганрог) — советский государственный и партийный деятель, 1-й секретарь Таганрогского горкома КПСС (1973—1982), почётный гражданин города Таганрога.

## Биография
Борис Зубрицкий родился 15 июня 1930 года в Краснодаре в семье рабочего.
В 1954 году окончил Ростовский институт инженеров железнодорожного транспорта. Трудовой путь начал в железнодорожном депо станции Таганрог, где он работал помощником машиниста паровоза, бригадиром, мастером. С 1955 по 1957 год был на комсомольской работе (секретарь ГК ВЛКСМ). С 1957 по 1964 год работал на заводе «Красный котельщик», где прошёл путь от инженера-конструктора СКО до начальника цеха. С 1964 года находился на партийной работе (секретарь парткома завода «Красный котельщик», секретарь РК КПСС, 2-й секретарь ГК КПСС).
В 1973 году Б. Ф. Зубрицкий был назначен 1-м секретарём Таганрогского горкома КПСС и трудился на этом посту до 1982 года.
По его инициативе в Таганроге были построены мясокомбинат, хлебозавод № 3, мощный домостроительный комбинат для усиления темпов обеспечения людей бесплатными квартирами, а также в декабре 1977 года в городе было открыто троллейбусное движение. Была полностью решена проблема с детсадами и яслями, число которых в Таганроге достигло 111. Отставка Зубрицкого была вызвана его несогласием ехать в командировку на «Атоммаш».
С 1982 по 1994 год Зубрицкий работал директором опытно-экспериментального завода «Бриг» при таганрогском НИИ связи.

## Оценки деятельности

### Государственные награды
- Орден Трудового Красного Знамени
- Орден Трудового Красного Знамени
- Орден Трудового Красного Знамени
- Орден «Знак Почёта»
- Медали

### Отзывы
Борис Федорович Зубрицкий действительно стал для Таганрога знаковой фигурой. В первую очередь благодаря его усилиям жилые массивы Таганрога увеличились практически на треть за счет нового микрорайона Русское поле. Зубрицкий добился того, чтобы в городе, не являющемся областным центром, был пущен троллейбус. И, наконец, подавляющее большинство объектов социальной инфраструктуры, которыми и сегодня пользуются жители города, было введено в строй под его руководством. В известном смысле можно утверждать, что перестроечное и пореформенное лихолетье Таганрог пережил благодаря запасу прочности, который заложил Борис Федорович Зубрицкий.
— Сергей Вахонин, 2010

### Увековечение памяти
В 2006 году Решением Городской Думы Таганрога за большие заслуги перед городом Зубрицкому Борису Федоровичу было посмертно присвоено звание «Почетный гражданин города Таганрога».
В 2010 году, к 80-летию со дня рождения Б. Ф. Зубрицкого, была издана книга воспоминаний о нём под названием «Первый». Презентация книги состоялась 15 июня 2010 года в концертно-выставочном зале городской библиотеки им. А. П. Чехова.
В 2012 году в Таганроге на фасаде дома № 2-4 по Украинскому пер., в котором жил Б. Ф. Зубрицкий, должна была быть установлена мемориальная доска в его честь. Торжественное открытие мемориальной доски памяти первого секретаря горкома КПСС, почётного гражданина города Бориса Фёдоровича Зубрицкого состоялось 29 августа 2013 года.